# Khủng hoảng hiến pháp Sri Lanka năm 2018
Một cuộc khủng hoảng hiến pháp bắt đầu ở Sri Lanka khi Tổng thống Maithripala Sirisena bổ nhiệm cựu tổng thống và thành viên của quốc hội Mahinda Rajapaksa làm thủ tướng vào ngày 26 tháng 10 năm 2018 trước khi chính thức cách chức Ranil Wickremesinghe, thủ tướng đương nhiệm, kết quả là có hai thủ tướng cùng một lúc. Wickremesinghe và đảng Quốc dân Thống nhất coi việc chỉ định này là bất hợp pháp, và ông từ chối từ chức.
Quyết định đột ngột của Sirisena đã tạo ra "bất ổn chính trị trong nước". Wickremesinghe, đa số Quốc hội, và các đảng đối lập đã từ chối thừa nhận việc ông bị loại bỏ và bổ nhiệm Rajapaksa, nói rằng động thái của Sirisena là vi hiến. Wickremesinghe tuyên bố rằng ông vẫn chỉ huy đa số trong quốc hội và yêu cầu Chủ tịch Quốc hội Karu Jayasuriya triệu tập quốc hội ngay lập tức. Sirisena phớt lờ tất cả các kêu gọi để triệu tập quốc hội vào ngày 27 tháng 11 cuộc họp Quốc hội bị hoãn lại, nó bị trì hoãn cho đến ngày 16 tháng 11. Sau một nỗ lực hình thành một nội các mới với Rajapaksa làm thủ tướng thất bại, Sirisena giải tán quốc hội vào ngày 9 tháng 11. UNP tuyên bố động thái này vi hiến và sau đó Tòa án Tối cao ngưng giải thể này cho tới tháng 12 năm 2018.
Rajapaksa là một nhân vật gây tranh cãi ở Sri Lanka kể từ cuộc nội chiến Sri Lanka. Ông và gia đình thân thiết của ông đã bị buộc tội và hiện đang bị điều tra vì tham nhũng. Số phận của các vụ tham nhũng nhắm vào các thành viên của gia đình Rajapaksa, cùng với các cuộc điều tra về vụ giết các nhà báo và những người khác trong thời kỳ tổng thống Rajapaksa (2005–2015), thì chưa biết được do cuộc khủng hoảng hiện tại.

## Bối cảnh

### Nhiệm kỳ Tổng thống Rajapaksa
Nhiệm kỳ Tổng thống của Mahinda Rajapaksa, từ năm 2005 đến 2015 là một chế độ ngày càng độc đoán, đặc trưng bởi các quyền con người đang giảm dần trong nước, chủ nghĩa độc lập, suy yếu của các tổ chức chính phủ, chậm tiến độ hòa giải dân tộc sau hậu quả của cuộc nội chiến Sri Lanka và quan hệ chặt chẽ với Trung Quốc. Trước khi làm tổng thống, Rajapaksa cũng từng là Thủ tướng. Năm 2009, Rajapaksa chấm dứt cuộc nội chiến kéo dài 27 năm của Sri Lanka, nhưng bị cáo buộc tội ác chiến tranh và lạm dụng nhân quyền. Ở đỉnh cao quyền lực của ông Rajapaksa và gia đình ông kiểm soát 80 phần trăm ngân sách quốc gia, nơi Rajapaksa đồng thời làm bộ trưởng tài chính và bốn chức vụ nội các khác trên tổng thống, trong khi ba anh em của ông làm thư ký quốc phòng và bộ trưởng kinh tế và cảng và Chủ tịch Quốc hội. Nhiều người trong số đó, bao gồm cả các nhà báo, người chỉ trích anh ta thường biến mất. Theo Reuters, hậu quả của cuộc nội chiến Sri Lanka, Rajapaksa đã vay "hàng tỷ đô la" từ Trung Quốc để xây dựng các dự án cơ sở hạ tầng, mặc dù chúng có ít giá trị kinh tế cho đất nước. Những dự án này được xem là những dự án trang điểm hay voi trắng.

### Bầu cử tổng thống năm 2015
Để đối phó với nền dân chủ đang xuống cấp trong nước, Đảng Liên Hợp Quốc (UNP) cùng một số đảng và tổ chức dân sự đã ký Biên bản Ghi nhớ và quyết định ra khỏi Tổng thư ký Đảng Tự do Sri Lanka (SLFP), Maithripala Sirisena. Ứng cử viên chung cho cuộc bầu cử tổng thống năm 2015. Sirisena, một cựu bộ trưởng y tế dưới thời Rajapaksa, cam kết bổ nhiệm lãnh đạo UNP Ranil Wickremesinghe làm thủ tướng nếu ông thắng cuộc bầu cử.
Sirisena thắng cuộc bầu cử tháng 1 năm 2015 và trở thành Tổng thống thứ 7 của Sri Lanka và bổ nhiệm Wickremesinghe làm Thủ tướng như đã hứa. Cuộc bầu cử tổng thống được theo sau bởi một cuộc bầu cử tổng nghị viện được tổ chức vào ngày 17 tháng 8 năm 2015, trong đó liên minh dẫn đầu UNP đã đạt được 106 ghế trong Quốc hội và thành lập Chính phủ quốc gia với một số bên khác. Wickremesinghe và UNP lên nắm quyền trách nhiệm đầy hứa hẹn cho những tội ác bị cáo buộc trong cuộc nội chiến Sri Lanka và trong thời kỳ tổng thống Rajapaksa. [2] Sau thất bại bầu cử năm 2015, Mahinda Rajapaksa đã tổ chức dịch vụ tình báo, Nghiên cứu và Phân tích tình báo của Ấn Độ (RAW) trong số những người chịu trách nhiệm thay đổi chế độ. Chính phủ Ấn Độ cũng hoan nghênh thất bại của Rajapaksa, tuyên bố rằng cựu lãnh đạo đã căng thẳng quan hệ với New Delhi trong khi di chuyển đất nước gần Bắc Kinh hơn. [
Một chính phủ đoàn kết quốc gia được thành lập, đã thông qua Bản sửa đổi lần thứ 19 cho Hiến pháp Sri Lanka ngày 28 tháng 4 năm 2015, quy định rằng thủ tướng nên duy trì chức vụ nội các, trừ khi ông từ chức hoặc chấm dứt làm thành viên của quốc hội.